# Danny Sullivan

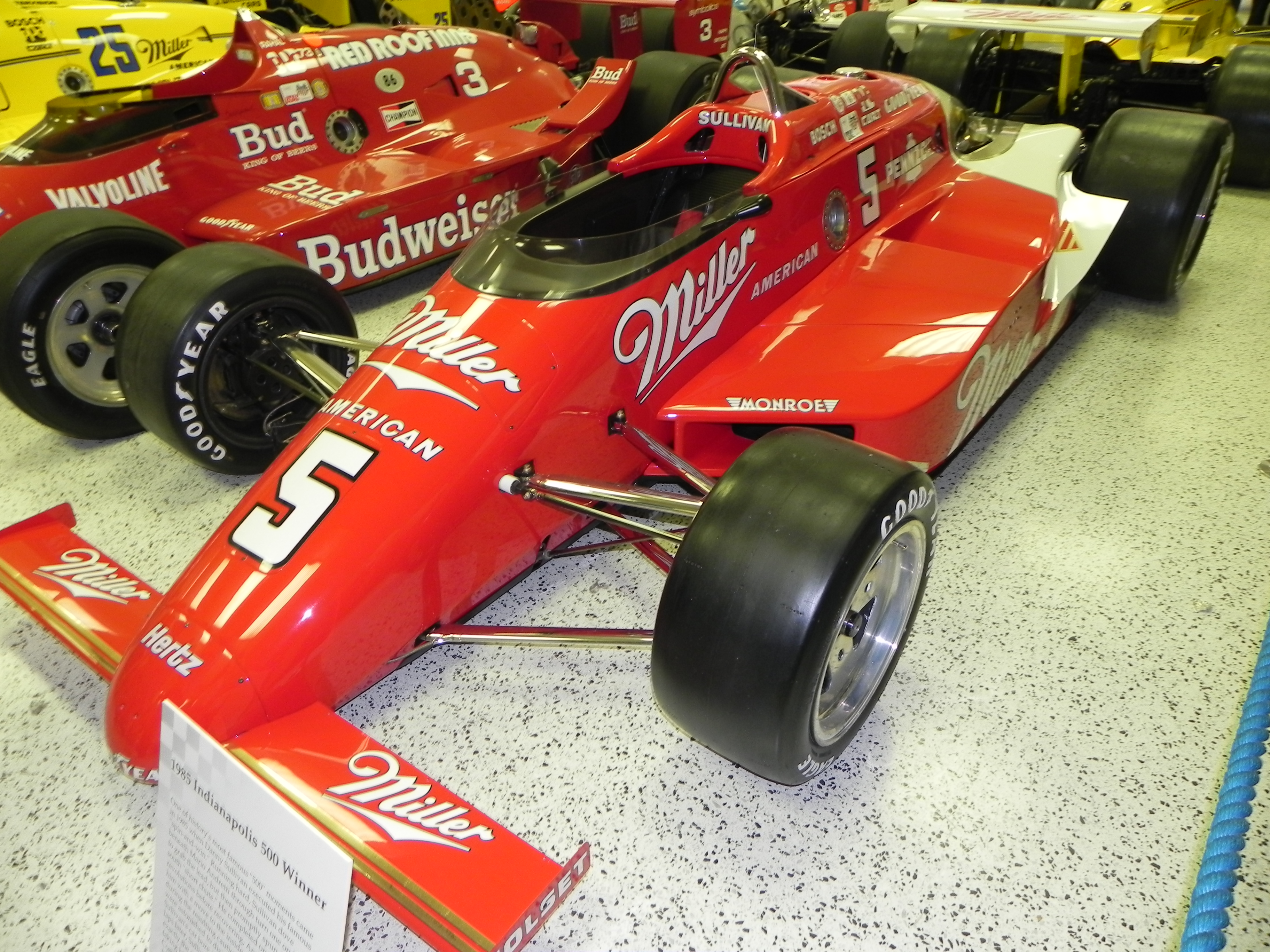
Az Indy 500-as versenyt megnyerő autója 1985-ben.

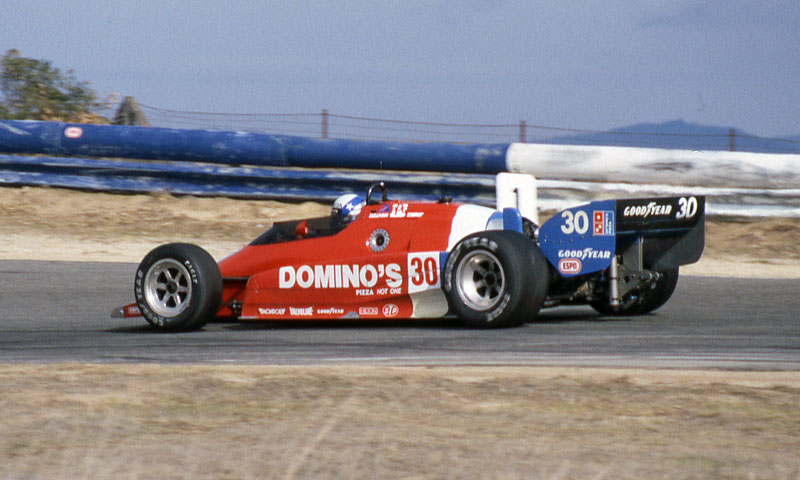
Az 1984-es Indy 500-as versenyen Lola T800-Cosworth autójában.

Daniel John "Danny" Sullivan III (Louisville, Kentucky, 1950. március 9. –) korábbi amerikai autóversenyző. Legjobb eredménye az 1985-ös Indianapolis 500 verseny megnyerése volt. Egyetlen Formula–1-es szezonjában az 1983-as monacói nagydíjon elért 5. helyezése volt a legjobb.

## Pályafutása
A korábbi F1-es versenyző a tengerentúlon aratott komoly sikereket. 1983-ban debütált a Tyrrell színeiben és mindössze egyetlen szezont ment a Formula–1-ben. Legjobb eredménye egy ötödik hely volt Monacóban. 1984-ben visszatért az Államokba, majd egy év múlva megnyerte az Indy 500-ast: egy 360 fokos megpördülés után visszaelőzte Mario Andrettit és az első helyen ért célba. 1988-ban az Indy Car World Series bajnoka lett. 1994-ben a harmadik helyen végzett Le Mansban a Porsche versenyzőjeként, majd 1995-ben befejezte a nyitott karosszériás versenyzést. Négyszer indult Le Mansban, legutóbb 2004-ben.

### Teljes Formula–1-es eredménysorozata
(Táblázat értelmezése)

(Félkövér: pole-pozícióból indult; dőlt: leggyorsabb kört futott) 

| év   | csapat           | karosszéria | motor       | 1      | 2     | 3      | 4      | 5     | 6      | 7      | 8       | 9      | 10     | 11     | 12     | 13     | 14     | 15    | helyezés | pontszám |
| ---- | ---------------- | ----------- | ----------- | ------ | ----- | ------ | ------ | ----- | ------ | ------ | ------- | ------ | ------ | ------ | ------ | ------ | ------ | ----- | -------- | -------- |
| 1983 | Benetton Tyrrell | Tyrrell 011 | Cosworth V8 | BRA 11 | USW 8 | FRA Ki | SMR Ki | MON 5 | BEL 12 | DET Ki | CAN Kiz | GBR 14 | GER 12 | AUT Ki | NED Ki | ITA Ki |        |       | 17.      | 2        |
| 1983 | Benetton Tyrrell | Tyrrell 012 | Cosworth V8 |        |       |        |        |       |        |        |         |        |        |        |        |        | EUR Ki | RSA 7 | 17.      | 2        |

### Teljes Le Mans eredménysorozata
| év   | csapat               | versenyautó    | csapattárs      | csapattárs         | helyezés | hiba oka  |
| ---- | -------------------- | -------------- | --------------- | ------------------ | -------- | --------- |
| 1988 | Silk Cut Jaguar      | Jaguar XJR9LM  | Price Cobb      | Davy Jones         | 16.      |           |
| 1994 | Joest Racing         | Dauer 962LM GT | Thierry Boutsen | Hans-Joachim Stuck | 3.       |           |
| 1996 | Team Bigazzi SRL     | McLaren F1 GTR | Johnny Cecotto  | Nelson Piquet      | 8.       |           |
| 2004 | Barron Connor Racing | Ferrari 575GTC | Thomas Biagi    | John Bosch         | kiesett  | motorhiba |

### Teljes Indy Car eredménysorozata
| év   | csapat          | karosszéria  | motor              | 1      | 2      | 3       | 4       | 5      | 6      | 7      | 8      | 9      | 10     | 11     | 12     | 13     | 14      | 15     | 16     | 17     | helyezés | pontszám |
| ---- | --------------- | ------------ | ------------------ | ------ | ------ | ------- | ------- | ------ | ------ | ------ | ------ | ------ | ------ | ------ | ------ | ------ | ------- | ------ | ------ | ------ | -------- | -------- |
| 1982 | Forsythe Newman | March 82C    | Ford Cosworth DFX  | PHX    | ATL 3  | MIL 21  | CLE     | MIS    | MIL    | POC    | RIV    | ROA    | MIS2   | PHX2   |        |        |         |        |        |        | 22.      | 28       |
| 1984 | Shierson Racing | DSR-1        | Ford Cosworth DFX  | LBH 24 | PHX 6  |         | MIL 16  |        |        |        |        |        |        |        |        |        |         |        |        |        | 4.       | 110      |
| 1984 | Shierson Racing | Lola T800    | Ford Cosworth DFX  |        |        | INDY 29 |         | POR 23 | MEA 2  | CLE 1  | MIS 10 | ROA 19 | POC 1  | MDO 3  | SAN 1  | MIS2 9 | PHX2 20 | LS 9   | LVG 18 |        | 4.       | 110      |
| 1985 | Team Penske     | March 85C    | Ford Cosworth DFX  | LBH 3  | INDY 1 | MIL 4   | POR 27  | MEA 18 | CLE 27 | MIS 14 | ROA 13 | POC 5  | MDO 2  | SAN 5  | MIS2 8 | LS 8   | PHX 4   | MIA 1  |        |        | 4.       | 126      |
| 1986 | Team Penske     | March 86C    | Ford Cosworth DFX  | PHX 4  | LBH 11 | INDY 9  | MIL 11  | POR 11 | MEA 1  | CLE 1  | TOR 2  | MIS 25 | POC 16 | MDO 3  | SAN 5  | MIS 12 | ROA 6   | LS 2   | PHX2 2 |        | 3.       | 147      |
| 1986 | Team Penske     | Penske PC-15 | Chevrolet 265A     |        |        |         |         |        |        |        |        |        |        |        |        |        |         |        |        | MIA 26 | 3.       | 147      |
| 1987 | Team Penske     | Penske PC-16 | Chevrolet 265A     | LBH 22 | PHX 11 |         |         | POR 11 | MEA 20 |        |        |        |        |        |        |        |         |        |        |        | 9.       | 87       |
| 1987 | Team Penske     | March 86C    | Chevrolet 265A     |        |        | INDY 13 | MIL 11  |        |        | CLE 4  | TOR 2  | MIS 4  | POC 17 | ROA 5  | MDO 3  | NAZ 22 | LS 2    | MIA 12 |        |        | 9.       | 87       |
| 1988 | Team Penske     | Penske PC-17 | Chevrolet 265A     | PHX 23 | LBH 13 | INDY 23 | MIL 2   | POR 1  | CLE 3  | TOR 2  | MEA 4  | MIS 1  | POC 18 | MDO 5  | ROA 4  | NAZ 1  | LS 1    | MIA 5  |        |        | 1.       | 182      |
| 1989 | Team Penske     | Penske PC-18 | Chevrolet 265A     | PHX 3  | LBH 8  | INDY 28 | MIL 10  | DET 24 | POR    | CLE    | MEA 8  | TOR 3  | MIS 23 | POC 1  | MDO 5  | ROA 1  | NAZ 3   | LS 14  |        |        | 7.       | 107      |
| 1990 | Team Penske     | Penske PC-19 | Chevrolet 265A     | PHX 6  | LBH 3  | INDY 32 | MIL 8   | DET 14 | POR 4  | CLE 1  | MEA 14 | TOR 4  | MIS 21 | DEN 2  | VAN 2  | MDO 5  | ROA 16  | NAZ 18 | LS 1   |        | 6.       | 139      |
| 1991 | Patrick Racing  | Lola T91/00  | Alfa Romeo Indy V8 | SRF 4  | LBH 11 | PHX 7   | INDY 10 | MIL 5  | DET 10 | POR 21 | CLE 9  | MEA 6  | TOR 14 | MIS 18 | DEN 18 | VAN 9  | MDO 17  | ROA 16 | NAZ 20 | LS 9   | 11.      | 56       |
| 1992 | Galles Racing   | Galmer G92   | Chevrolet 265A     | SRF 5  | PHX 12 | LBH 1   | INDY 5  | DET 5  | POR 12 | MIL 12 | NHA 9  | TOR 3  | MIS 8  | CLE 20 | ROA 7  | VAN 7  | MDO 8   | NAZ 17 | LS 7   |        | 7.       | 99       |
| 1993 | Galles Racing   | Lola T93/00  | Chevrolet 265C     | SRF 13 | PHX 23 | LBH 8   | INDY 33 | MIL 16 | DET 1  | POR 14 | CLE 14 | TOR 3  | MIS    | NHA 22 | ROA 26 | VAN 10 | MDO 27  | NAZ 20 | LS 27  |        | 12.      | 43       |
| 1995 | PacWest Racing  | Reynard 95i  | Ford XB            | MIA 9  | SRF 5  | PHX 27  | LBH 10  | NAZ 18 | INDY 9 | MIL 17 | DET 12 | POR 22 | ROA 25 | TOR 18 | CLE 5  | MIS 16 | MDO     | NHA    | VAN    | LS     | 19.      | 32       |

## Pályafutása utáni évek
- 2013: steward (pályabíró) a 2013-as szezonnyitó Ausztrál Nagydíjon.